# Sportfack
Sportfack är en branschtidning för sportbranschen inklusive golf- och cykelbranschen. Tidningen grundades 1993 och har en upplaga på 2200 exemplar. 2004 förvärvades tidningen av Hjemmet Mortensen AB.
Sportfack är inte en konsumenttidning utan ett business-to-business magasin, säljs inte som lösnummer i butik utan når sina läsare genom prenumeration. Sportfack rapporterar om nyheter, nya produkter, trender, varumärken, leverantörer, statistik, butiker osv.
Sportfack grundades 1992 av makarna Marion och Bo Areng. Tidningen erhöll 2005 utmärkelsen "Årets tidskrift, kategori fackpress" av organisationen Sveriges Tidskrifter.